# 君牙
君牙（?—?），为周朝大臣，周穆王时代的大司徒。
周穆王命他为大司徒的时候，作了《君牙》一文，后来收录《尚书》之中。
周穆王称君牙父祖辅佐先王的功绩，让他来辅佐自己。要求君牙作为自己的股肱心膂，弘敷五典（五常）。效法祖先治理人民的方法。其中弘敷五典作为典故，被康熙帝写到了乾清宫抱柱的对联中。